# Brea (Califórnia)
Brea é uma cidade localizada no estado americano da Califórnia, no Condado de Orange. Foi incorporada em 23 de fevereiro de 1917.

## Geografia
De acordo com o United States Census Bureau, a cidade tem uma área de 31,4 km², onde 31,3 km² estão cobertos por terra e 0,1 km² por água.

### Localidades na vizinhança
O diagrama seguinte representa as localidades num raio de 16 km ao redor de Brea.

## Demografia
Segundo o censo nacional de 2010, a sua população é de 39 282 habitantes e sua densidade populacional é de 1 255,54 hab/km². Possui 14 785 residências, que resulta em uma densidade de 472,56 residências/km².